# Rhododendron simsii
Rhododendron simsii (杜鵑) este o specie de plante, din genul Rhododendron, familia Ericaceae. Genul Rhododendron cuprinde peste 800 de specii și varietăți de plante decorative, cunoscute ca azalee sau rododendroni. Unele de ghiveci, pitice (până la 50 cm înălțime), iar altele de grădină, înalte de 2-3 m.
Dintre cele de ghiveci cele mai răspândite sunt azaleea indiană (Rhododendron simsii, sinonim: Rhododendron indica) și azaleea japoneză (Rhododendron obtusum). Azaleele de ghiveci sunt arbuști pereni, cu frunze veșnic verzi, cultivați în interior, dar și ținuți în grădină pe perioada verii.
Înflorirea plantelor iarna și primăvara devreme le face deosebit de iubite, deși creșterea și întreținerea nu este foarte ușoară.
Principalul strămoș al soiurilor de azalee de interior este specia naturală de rododendron indian sau simsii, care crește în munți la înălțimea de 2500-3000 m deasupra nivelului mării și mai sus, într-o atmosferă de ceață constantă, ploi ciobănești și răcoare relativă.
De la rododendronul indian s-au obținut numeroși hibrizi, cu creștere erectă și numeroase ramificații. Lăstarii tineri sunt acoperiți cu perișori denși, maro strălucitor sau gri. Frunzele sunt lanceolate, eliptic ovate sau obovate, lungi de 2,5-3 cm, cu pubescență densă, în special pe partea inferioară.
Florile sunt mari cu stamine proeminente. Pot fi simple sau bătute (involte), de diferite culori (albe, roz, roșii, purpurii, violet, liliachii), unele soiuri fiind bicolore, cu margini drepte, ondulate ori franjurate. Acestea se deschid relativ simultan și se mențin două-trei săptămâni.
În interior pot fi cultivate următoarele soiuri: „Azuma Kagami”, „Cattleya”, „Hinomaya”, „Koho no Mai”, „Eri”, „Abner”, „Addi Veri”, „Adonis” și altele.